# 薬師寺保栄のドリームカー倶楽部
『薬師寺保栄のドリームカー倶楽部』（やくしじやすえいのドリームカーくらぶ）は、ドリームプロモーション制作、中部日本放送（CBC）を幹事局として放送されていたバラエティ番組（車情報番組）。司会は薬師寺保栄。2010年6月末で終了｡

## 概要
自動車のカスタマイズ（改造）をテーマとし、自らもクルマ大好きと公言する薬師寺が様々なカスタマイズカーを紹介するスタイルで番組が進行していく。なお、番組で紹介されるカスタムカーのうち、ナンバープレート取得車についてはあくまで道路交通法および道路運送車両法を厳守しているものばかりであり、明らかに違法改造であるクルマは当然のことながら登場しない（展示用や公道走行を前提としていないデモカー等についてはこの限りではない）。
2010年6月、ドリームプロモーションのHP上にて、同月末での『ドリームカー倶楽部』の放送終了と同年開催予定だった『名古屋ドリームカーショー2010』を含むイベント活動等を「次世代のカーライフを表現できるそのときまで」休止する事が発表された。

## テーマ曲
エンディングテーマ
「Dream flows」（Sing-O／シンゴ）

## ちょい悪オヤジのGT-R
番組の企画で平成4年式の日産スカイラインGT-R BNR32を半年かけて完成させた。

## ドリームカーショー
毎年全国各地で開催され、面白い人には薬師寺から限定ステッカーをプレゼントされる。
- 2007年、名古屋・新潟・神戸・金沢・長野で開催。
- 2008年、富山・盛岡・新潟・名古屋で開催。
- 2009年、金沢・名古屋で開催。

## ネット局
| 放送対象地域 | 放送局              | 系列      | 放送日時                 | 備考     |
| ------------ | ------------------- | --------- | ------------------------ | -------- |
| 中京広域圏   | 中部日本放送（CBC） | TBS系列   | 木曜 27時05分 - 27時35分 | 幹事局   |
| 新潟県       | 新潟放送（BSN）     | TBS系列   | 火曜 25時15分 - 25時45分 | 2日先行  |
| 長野県       | 信越放送（SBC）     | TBS系列   | 金曜 26時15分 - 26時45分 | 1日遅れ  |
| 石川県       | 北陸放送（MRO）     | TBS系列   | 水曜 25時30分 - 26時00分 | 6日遅れ  |
| 北海道       | 北海道放送（HBC）   | TBS系列   | 水曜 25時56分 - 26時25分 | 13日遅れ |
| 兵庫県       | サンテレビ（SUN）   | 独立UHF局 | 金曜 21時30分 - 22時00分 | 1日遅れ  |
| 兵庫県       | サンテレビ（SUN）   | 独立UHF局 | 月曜 08時00分 - 08時30分 | 再放送   |
| 群馬県       | 群馬テレビ（GTV）   | 独立UHF局 | 日曜 22時30分 - 23時00分 | 10日遅れ |

以上の7局は2010年6月の番組終了まで放送。

### 過去のネット局
- チューリップテレビ（2008年10月終了）
- テレビ山梨（2008年12月終了）
- 東北放送（2009年3月終了）
- テレビユー福島（2009年8月終了）
- IBC岩手放送（2010年3月終了）
- 静岡放送（2010年3月終了）